# Obion (Tennessee)
Obion es un pueblo ubicado en el condado de Obion en el estado estadounidense de Tennessee. En el Censo de 2010 tenía una población de 1.119 habitantes y una densidad poblacional de 285,37 personas por km².

## Geografía
Obion se encuentra ubicado en las coordenadas 36°15′51″N 89°11′39″O / 36.26417, -89.19417. Según la Oficina del Censo de los Estados Unidos, Obion tiene una superficie total de 3.92 km², de la cual 3.92 km² corresponden a tierra firme y (0%) 0 km² es agua.

## Demografía
Según el censo de 2010, había 1.119 personas residiendo en Obion. La densidad de población era de 285,37 hab./km². De los 1.119 habitantes, Obion estaba compuesto por el 92.67% blancos, el 4.92% eran afroamericanos, el 0.18% eran amerindios, el 0.09% eran asiáticos, el 0.09% eran isleños del Pacífico, el 1.07% eran de otras razas y el 0.98% pertenecían a dos o más razas. Del total de la población el 2.41% eran hispanos o latinos de cualquier raza.